# Newark (Illinois)
Newark es una villa ubicada en el condado de Kendall en el estado estadounidense de Illinois. En el Censo de 2010 tenía una población de 992 habitantes y una densidad poblacional de 343,2 personas por km².

## Geografía
Newark se encuentra ubicada en las coordenadas 41°32′12″N 88°34′50″O / 41.53667, -88.58056. Según la Oficina del Censo de los Estados Unidos, Newark tiene una superficie total de 2.89 km², de la cual 2.89 km² corresponden a tierra firme y (0%) 0 km² es agua.

## Demografía
Según el censo de 2010, había 992 personas residiendo en Newark. La densidad de población era de 343,2 hab./km². De los 992 habitantes, Newark estaba compuesto por el 97.08% blancos, el 0.5% eran afroamericanos, el 0.1% eran amerindios, el 0.4% eran asiáticos, el 0% eran isleños del Pacífico, el 1.11% eran de otras razas y el 0.81% pertenecían a dos o más razas. Del total de la población el 3.23% eran hispanos o latinos de cualquier raza.